# M.8 (dirigibile)
Il dirigibile M.8 era un dirigibile di tipo semirigido costruito in Italia presso il cantiere aeronautico di Campi Bisenzio nella seconda metà degli anni dieci del XX secolo per scopi militari. L'M.8 apparteneva alla "Classe M" progettata dall'ingegnere Gaetano Arturo Crocco.

## Storia del progetto
Nel 1916, in piena prima guerra mondiale, vennero costruiti cinque ulteriori dirigibili della classe M,  gli M.7, M.8, M.9, M.10, e M.11. Sugli ultimi quattro esemplari furono adottati i propulsori Maybach D.1 da 180 CV, realizzati in Italia dalla ditta Itala. Queste aeronavi avevano una cubatura di 12.500 m³, una quota di tangenza di 4.000 m e potavano trasportare un carico utile di 4.950 kg. Il dirigibile M.8 effettuò il suo primo volo nel corso del 1916.

## Tecnica
Si trattava di un dirigibile di tipo semirigido con la navicella, costruita in tubi d'acciaio rivestiti in tela, capace di trasportate 20 persone, appesa al pallone a mezzo cavi collegati ai nodi di una catenaria di cavo d'acciaio, cucita sulla gualdrappa del dirigibile e collegata alla trave rigida di carena. I timoni di direzione erano due, posizionati sulla parte posteriore del dirigibile, ed aventi configurazione biplana.
La propulsione era affidata a due motori Maybach-Itala D.1 a 6 cilindri in linea raffreddati ad acqua, eroganti la potenza di 180 CV ciascuno, posizionati in coppia al centro della navicella ed azionanti eliche quadripala lignee. I propulsori consentivano all'aeronave di raggiungere una velocità massima di circa 60 km/h.

## Impiego operativo
Assegnato alla Regia Marina, fu dislocato presso l'aeroscalo di Ferrara. Lo M.8 fu attivo nell’aeroscalo di Ferrara da gennaio a settembre del 1917. Effettuò nove missioni di bombardamento su Pola, Parenzo, Brioni Minore e di esplorazione e scorta sull'Adriatico. Andò perso il 9 settembre 1917 quando una formazione di idrovolanti nemici bombardò l'aeroscalo distruggendo il dirigibile M.8 mentre si trovava ricoverato all'interno di uno dei due hangar.
L'allarme con avviso dell'avvicinamento di velivoli nemici fu dato dalle vedette aeree alla ore 20:40 del 29 settembre 1917, e dopo 13 minuti circa essendo pienamente udibile il rumore dei motori dei velivoli nemici, fu iniziato il tiro antiaereo di sbarramento con le batterie di San Luca e San Giorgio armate con pezzi da 76/40. Iniziarono poi a sparare le mitragliatrici Fiat, e il tiro antiaereo fu sospeso alle 21:40 quando non si udì più alcuni rumore di motori. Le bombe furono lanciate in tre riprese colpendo altrettante zone dell'aeroscalo. Tre bombe esplosero nel campo di atterraggio a sud-est dell'hangar grande, altre due bombe inesplose caddero una all'interno dell'hangar grande l'altra immediatamente al di fuori, mentre altre sei bombe caddero tre fuori dall'aeroscalo fra la ferrovia Ferrara–Ravenna e il recinto, e tre nell'interno dell'aeroscalo fra la palazzina ufficiali e l'hangar piccolo. Una scheggia di una di queste ultime, recante residui di esplosivo incendiato penetrò nell'interno dell'hangar piccolo provocando l'incendio all'involucro del dirigibile M.8 che si trovava al suo interno distruggendolo.

## Utilizzatori
Italia
- Regia Marina

### Fonti
1. ↑  Pesce 1982, p. 136.
2. 1 2 3 4 5  Pesce 1982, p. 56.
3. 1 2  Galuppini 2010, p. 65.
4. 1 2  Pesce 1982, p. 175.
5. 1 2 3 4 5 6 7  Comune di Ferrara.